# Procession (New Order)
Procession è un singolo del gruppo musicale britannico New Order pubblicato dalla Factory Records nel settembre 1981 su vinile a sette pollici con il codice FAC 53.

## Genesi
Comparato con il singolo precedente, Ceremony, questo brano mostra il gruppo in piena fase di transizione dal post-punk dei Joy Division al leggero elettropop dei New Order. I fluidi e ariosi arrangiamenti, nonché la forte enfasi della sezione ritmica, vincono il cupo titolo, "Procession". Questo "messaggio mixato" può aiutare a spiegare perché la canzone sia oscura e poco conosciuta nel repertorio della band, nonostante sia stata un singolo. Le sue sonorità sono molto simili a quelle della traccia di apertura dell'album di debutto Movement, ovvero Dreams Never End, ma hanno un sapore e una voce ancor più ottimiste che tendono quasi ad imitare Ian Curtis. Il testo è astratto e criptico ed è difficile da comprendere, data l'alta densità di mixaggio e volume degli strumenti. 
Inoltre, il pezzo è notevole per il fatto che ci sono brevi cori cantati da Gillian Gilbert, che servono come effetto campana a quelli di Bernard Sumner.

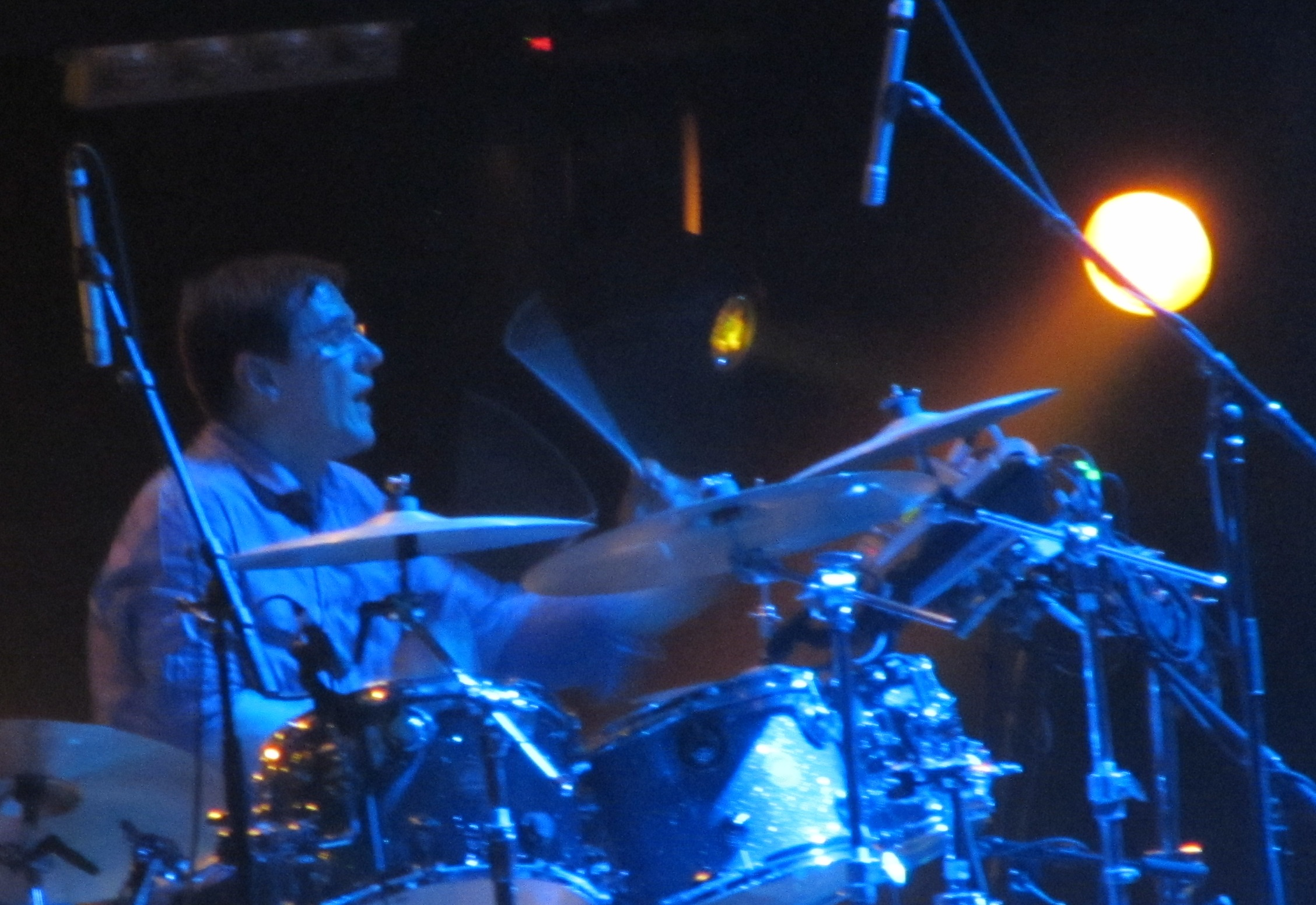
Il compositore Stephen Morris

Un'altra caratteristica per la quale Procession può considerarsi un unicumn nella discografia dei New Order è il fatto che sia accreditato solo a Stephen Morris (tutte le altre composizioni infatti portano la firma di tutti i membri del gruppo).
Non è stato pubblicato in nessun album ma solamente nell'EP 1981 – Factus 8 – 1982, nelle antologie Substance (1987), Singles (2005) e nella Collector's Edition del 2008 di Movement.

## Copertina
La copertina dell'edizione inglese di Procession è stata stampata in ben nove colori diversi: nero, blu, acqua, giallo, rosso, marrone, arancione, verde e viola. Il lato B è una versione accorciata di Everything's Gone Green, che verrà pubblicato integrale subito dopo.
Alcune stampe spagnole e portoghesi hanno le etichette invertite.

## Tracce
Testi e musiche di Gillian Gilbert, Peter Hook, Stephen Morris e Bernard Sumner.
45 giri (Regno Unito)
- Lato A

1. Procession – 4:25

- Lato B

1. Everything's Gone Green – 4:11

## Classifiche
| Classifica (1981)         | Posizione massima |
| ------------------------- | ----------------- |
| Regno Unito               | 38                |
| Regno Unito (independent) | 1                 |